# Hihifo (Vavaʻu)
Hihifo (tongaisch für Westen) ist einer der sechs Distrikte der Division Vavaʻu im Königreich Tonga im Pazifik.

## Geographie
Der Distrikt liegt im Nordwesten des Vavaʻu-Atolls. Er wird durch die Fangaliki-Bucht vom benachbarten Distrikt Neiafu getrennt. Im Westen umschließt der Inselkörper noch die Ano Lagoon.

## Bevölkerung
| Dorf      | Einwohner |
| --------- | --------- |
| Longomapu | 572       |
| Taoa      | 479       |
| Tefisi    | 501       |
| Vaimalo   | 114       |
| Tuʻanuku  | 303       |